# Els Quatre Gats

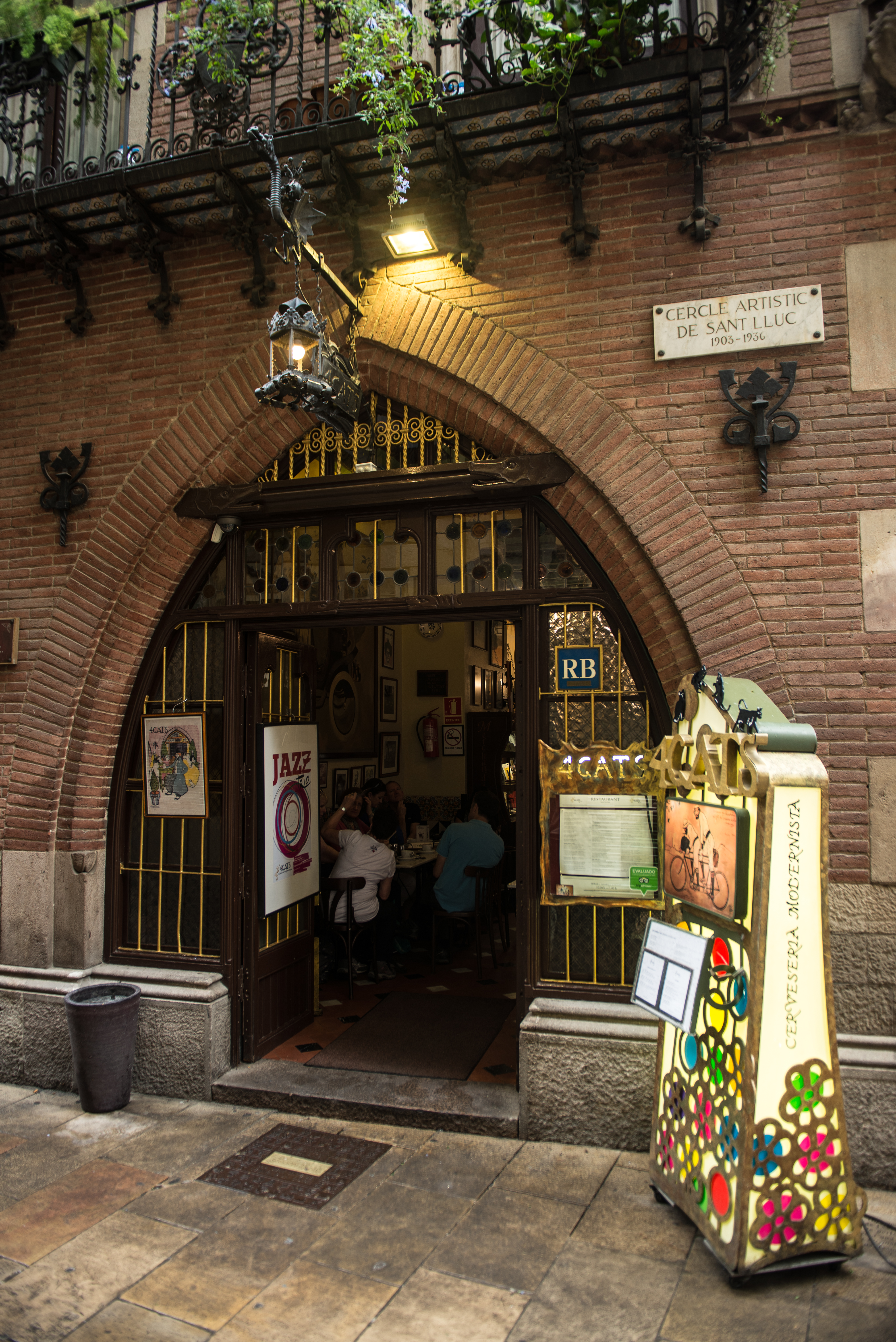
Eingang zum Restaurant 4 Gats in Barcelona (2015)

Els Quatre Gats (katalanisch; dt. „Die vier Katzen“) war zwischen 1897 und 1903 ein Café und Kabarett in Barcelona, Spanien. Es wurde durch den Besuch verschiedener spanischer und katalanischer Künstler wie Pablo Picasso und Isidre Nonell bekannt.

## Geschichte

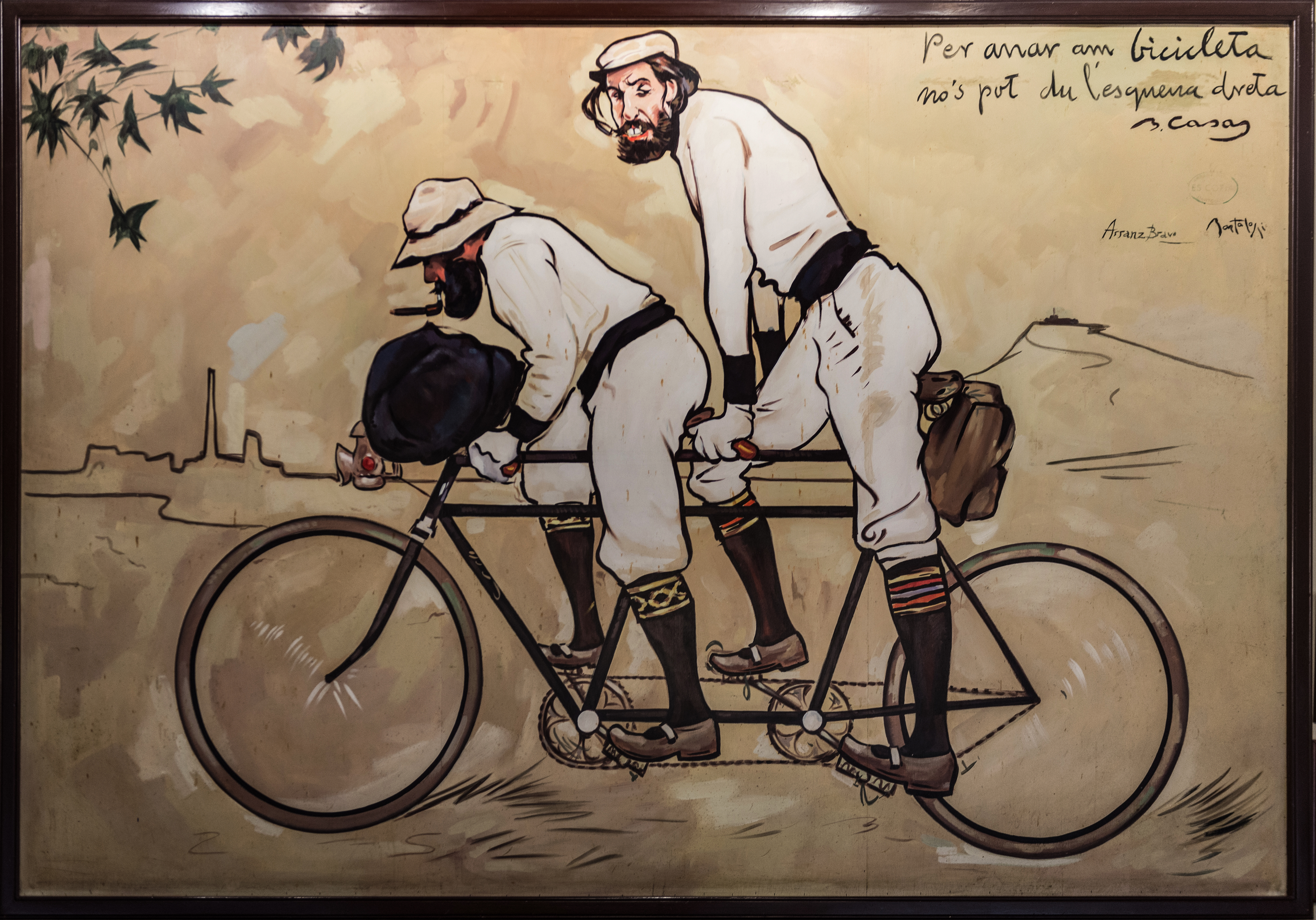
Ramon Casas: Ramon Casas i Pere Romeu en un tàndem (Ramon Casas und Pere Romeu auf einem Tandem), 1897. Das Gemälde hing ursprünglich im Quatre Gats, wo es noch heute als Kopie zu sehen ist. Das Original ist im Bestand des Museu Nacional d’Art de Catalunya.

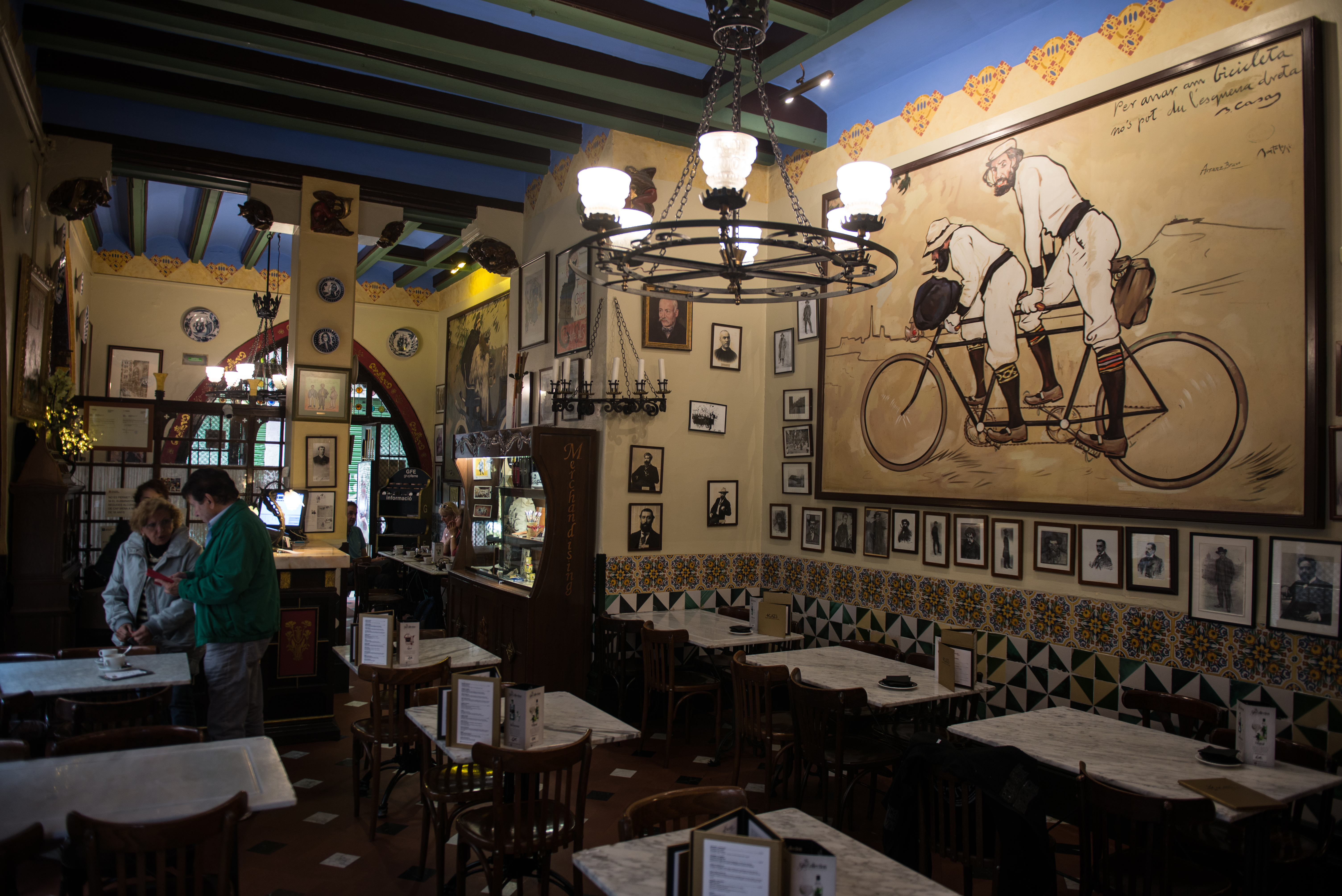
Das Gemälde im Restaurant 4 Gats

Els Quatre Gats wurde am 12. Juni 1897 als Café, Brasserie und Kabarett durch Pere Romeu gegründet. Es liegt im Erdgeschoss des vom Architekten Josep Puig i Cadafalch entworfenen Jugendstilhauses Casa Martí im Zentrum Barcelonas an der Carrer de Montsió. 
Der Künstler Ramon Casas finanzierte zum großen Teil das Unternehmen. Der Name leitet sich vom Künstlercafé Le Chat Noir („Die schwarze Katze“) in Paris ab, in dem Pere Romeu als Kellner gearbeitet hatte. Kunstausstellungen, literarische und musikalische Darbietungen sowie auch Marionetten- und Schattenspiele standen auf dem Programm. 

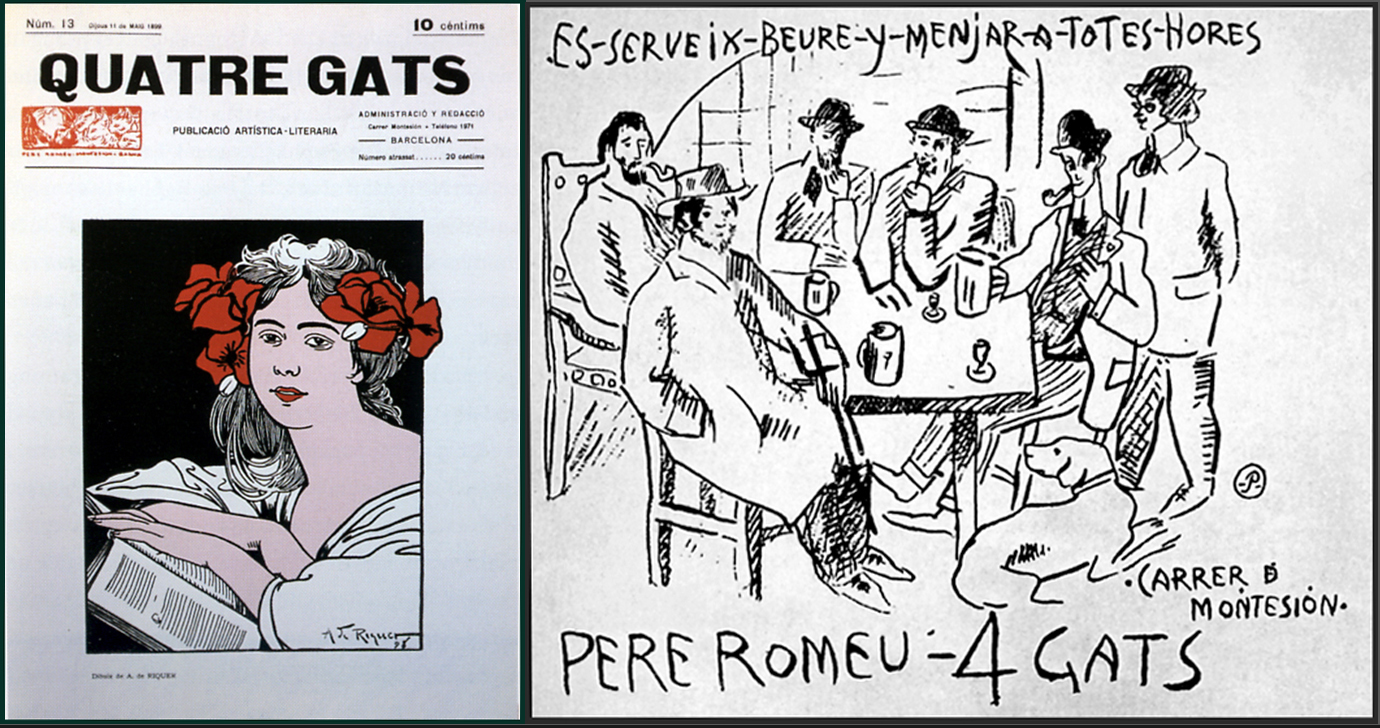
Kunstzeitschrift Quatre Gats Nr. 13, 1899

Els Quatre Gats war der Treffpunkt in Barcelona für die Künstler des Modernisme, der katalanischen Form des Jugendstils. Dessen bekannteste Vertreter waren Santiago Rusiñol, Ramon Casas und Miquel Utrillo. Zahlreiche junge Künstler schlossen sich an, wie beispielsweise Pablo Picasso, der hier seine ersten Einzelausstellungen im Februar und Juli des Jahres 1900 realisierte. Ebenso Julio González, Pablo Gargallo, Carlos Casagemas, Ramon Pichot i Gironès und Jaime Sabartés, die alle Freunde Picassos waren. Aber auch Musiker und Komponisten wie Enrique Granados, Isaac Albéniz oder Lluís Millet trafen sich dort. Das Künstlerlokal veröffentlichte im Jahr 1899 etwa 15 Nummern einer Kunstzeitschrift mit dem Titel Quatre Gats. 
Nachdem Els Quatre Gats im Jahr 1903 geschlossen worden war, verfiel das Gebäude. Nach dem Tod Francos und der darauf folgenden Demokratisierung in Spanien wurde es restauriert und 1978 als Restaurant 4 Gats neu eröffnet.